# خمیس اسماعیل
خمیس اسماعیل (انگلیسی: Khamis Esmaeel؛ زادهٔ ۱۶ اوت ۱۹۸۹) یک بازیکن فوتبال اهل امارات متحده عربی است.
وی همچنین در تیم ملی فوتبال امارات متحده عربی بازی کرده‌است.